# SPICA (組合)
SPICA（韓語：스피카）是韓國B2M娛樂於2012年所推出的五人女子音樂團體，成員是金甫娥、朴是炫、朴娜萊、楊知元、金保亨，由金甫娥擔任隊長。2018年組合宣布單飛不解散。

## 團體資料

### 團名寓意
組合名稱由來是室女座中最明亮的角宿一，為秋季作物收穫的象徵星，意欲SPICA成為歌謠界最閃耀的星星。未出道便被韓國各大媒體給予厚望，稱其為“第二個FIN.K.L”、“第二個Kara”、“李孝利的女子組合”。

### 應援物
官方應援物為紫色毛巾。

### 粉絲名稱
官方FAN CLUB名稱為Mercury，即是中文「水星」。角宿一是處女座中最明亮的星星，而處女座的守護星是水星，寓意歌迷會永遠守護SPICA。

## 發展歷史

### 出道前
- B2M娛樂是由DSP的前理事長吉鐘華於2010年設立。公司隨後加入了李孝利、許永生和金圭鐘。而SPICA也是從公司創立開始後就一直在進行培訓的團體。
- 1月3日初次公開成員名單[3]

由為各大組合和聲、教導聲樂等豐富經驗的隊長金甫娥
出演許永生《Let it go》MV及擔任現場RAP的朴是炫
T-ara、五少女前成員的楊知元
Mnet第一季《Super Star k》中TOP8的朴娜萊
2NE1預備成員的金保亨
5名成員全部經過長期準備和練習，平均練習時間長達6.2年（其中最長達10年以上），每人在歌唱、舞蹈、作詞、作曲等方面實力兼備。
- 1月9日，B2M娛樂於官方Youtube頻道公開先行單曲《狠毒地》音樂影像，由車恩澤導演執導，公司前輩李孝利跨刀演出[6]。
- 1月10日，線上音源發行，當周發行Gaon數位音源排名第50位，統計銷售數5,725,266[註 1][註 2][7] 。

### 2012年
- 2月2日，B2M娛樂於官方Youtube頻道公開迷你一輯《Russian Roulette》MV預告[8]。
- 2月8日，發布線上音源以及公開完整版MV，並開通官方網站。
- 2月9日，實體CD上架販售，並於Mnet音樂節目「M! Countdown」進行出道舞台，當晚錄製出道後第一個通告行程MBC標準FM《神童的深深打破》。
- 2月14日，宣布代言MK流行運動休閒品牌〔NBA〕，畫報拍攝早於2月1日結束[9]。
- 2月19日，隊長金甫娥公開出席 KARA 1st亞洲巡迴演唱會（KARA The Asia Tour－KARASIA）。
- 2月26日，結束SBS《人氣歌謠》音樂現場後舉行首場迷你FANS見面會。
- 3月24日，B2M娛樂官方Youtube頻道公開於改版迷你一輯《Painkiller》MV預告。
- 3月29日，線上音源與實體CD同步發售，官方完整版MV亦同時公開。
- 4月1日，舉行第二場迷你FANS見面會。
- 4月4日，全員與李孝利一同出席〈Steve J & Yoni P〉時裝秀。
- 5月11日，接下流行品牌Doly&Moly代言後進行拍攝作業。
- 7月16日，官方公布經7月5日至7月14日起十日內的投票後選出FAN CLUB名稱為『MERCURY』。
- 9月14日，繼先行單曲《狠毒地》後相隔八個月發行第二張單曲《I'll Be There》，MV預告透過LOEN MUSIC及B2M娛樂官方Youtube頻道公開。
- 9月19日，線上音源及官方完整版MV同步於當日正午公開，當周發行Gaon數位音源排名第45位，統計銷售數6,471,127[7]。
- 11月9日，甫結束《I'll Be There》的宣傳活動後，旋即在官方Twitter公開成員們新曲的回歸概念照，並宣布於11月21日發行名為《Lonely》的第二張迷你專輯。此專輯由Sweetune音樂團隊製作並創作主打歌曲《Lonely》：講述與男友分手的女生獨自走在以前與戀人約會的路上，對男友無限思念的細膩感情。專輯其他收錄曲包含了成員金甫娥親自填詞作曲的《with you》與金保亨作詞／曲的《那晚》，成員們通過此張專輯展現專業的音樂人實力。
- 12月1日，為紀念其代言的品牌Doly&Moly駐店首爾明洞樂天百貨而於百貨青年廣場舉行首場粉絲簽名會。

### 2013年

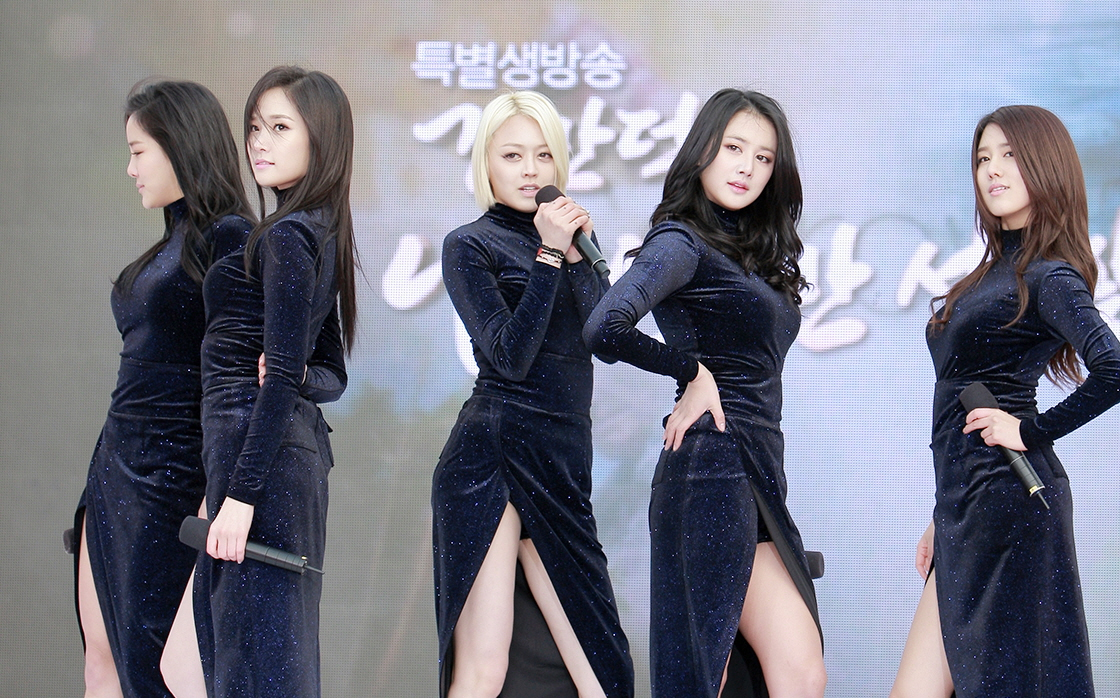
SPICA在首爾廣場表演 (攝於2012年12月22日)

- 8月20日，B2M娛樂在官方Facebook上新增名為「SPICA COMEBACK PHOTO」的相簿，以及公開回歸概念照[10]，並在8月23日釋出《Tonight》的MV預告。
- 8月28日，公開新曲《Tonight》MV，此曲由李孝利及金甫娥共同作詞。
- 9月25日，在Mnet官方YouTube頻道上傳了一個來自SPICA的Dancing9主題曲信息，Dancing9主題曲在今天公開了《Your Dance》的音源。
- 9月30日，第三張數位單曲《Tonight》限量親筆簽名版專輯發售，僅接受事前預訂。
- 10月18日，官方於Youtube放出成員金保亨《我是瘋女人》的Solo單曲MV，MV由朴娜萊擔任女主角。該MV為19禁。

### 2014年

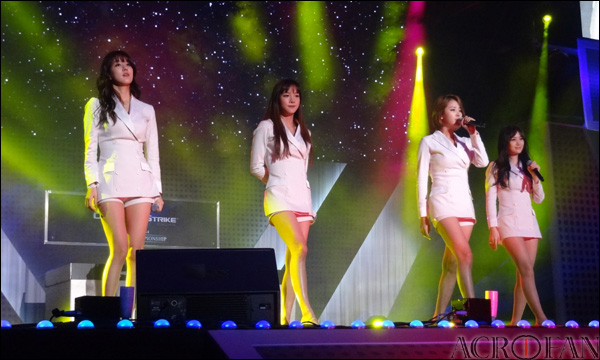
SPICA.S

- 1月23日，迷你四輯《You don't love me!》MV預告於Youtube公開，專輯由李孝利擔任作詞/作曲，復古風及「大屁股」造型令尚未回歸舞台的SPICA已吸引超過500萬的預告點擊率[11]。
- 1月27日，發布線上音源以及公開完整版MV。
- 2月1日，正式於《Show! 音樂中心》回歸歌壇。
- 2月9日，回歸第二週即成為《人氣歌謠》一位候補，為出道後首次獲得一位候補，該日同時是SPICA出道二週年。
- 2月18日，第四張數位單曲《You don't love me!》限量親筆簽名版專輯發售，僅接受事前預訂。
- 8月7日，於美國發行第一張英語單曲《I Did It》。
- 9月12日，分隊SPICA.S出道（由朴是炫、朴娜萊、楊知元、金保亨組成）發行單曲《讓給別人可惜嗎?》。
- 10月10日，成員朴珠泫(即朴是炫)在個人Twitter及Instagram帳戶上公佈更改姓名為朴是炫（Park Si Hyun/박시현，옳을시是 빛날현炫）據意即為在當前閃耀意思。[12]
- 11月5日，發布第五張數位單曲《Ghost》線上音源及在YouTube釋出MV，此曲為SPICA出道一千天送給Mercury的禮物，不會在各大音樂節目表演。
- 11月19日，同一家公司的前Kara成員Nicole發行她的新專輯“First Romance”，專輯也收錄SPICA成員金甫娥、Nicole與Eric Nam共同合作的歌曲《INNOCENT?》。

### 2015年
- 12月23日，CJ E&M宣布與經紀公司B2M娛樂締結戰略性合作，旗下藝人Eric Nam、SPICA的音樂作品未來將由B2M娛樂進行製作，CJ E&M則負責行銷部分[13]。

### 2016年
- 8月25日，時隔2年集體回歸[14]，發行第六張數位單曲《Secret Time》，並在Youtube釋出MV，此曲由成員金甫娥作詞。
- 12月4日，於東京舉辦日本首場Showcase[15]。

### 2017年
- 2月7日：成員朴娜萊出演MBC FM4U廣播節目《正午的希望曲－我是金信英》提到組合解散新聞表示，“其實我們並不是正式解散，只是與公司的合約結束了，成員們都從目前的公司裡出來了。在各自找到新的公司後，如果有機會的話我們還會發表新專輯，我們夢想著憑借自己的力量讓五名成員再次聚在一起。而在那個機會來臨之前，我們會專注於個人活動。”，對未來報以了積極的態度[16]。
- 2月8日：CJ E&M (CJ E&M MUSIC)、B2M娛樂宣告與SPICA解除合約，成員將專注於個人活動[17]。成員們在各自的Instagram上公開相同內容的手寫信，“雖然不知道現在五名SPICA的成員還能一起走過多少日子...但這絕對不是結束！希望大家能為我們加油，讓我們在各自的路上能夠以更優秀的面貌再次與各位見面。”[18]
- 2月25日：成員金保亨出席新節目《熱門製作機－越野賽跑》記者發布會上對於團體解散新聞澄清，“成員們目前皆專注於個人活動，我們並沒有解散。雖然我們已經和之前的公司解除合約，但當有好的機會到來時，我們還是會回歸樂壇。”[19]
- 3月19日：成員金保亨發表詞曲創作《Like a child》作為《熱門製作機－越野賽跑》的OST之一[20]。
- 5月20日：成員金保亨為《Vivlas Cosmetics》代言，並發表廣告曲《VIVLAS Revive Me Lips》[21]。
- 9月14日：成員楊知元確定參加KBS偶像重啟企劃節目《The Unit》[22]。
- 12月1日：成員金保亨發表詞曲創作《Flash Me》，作為《Vivlas Cosmetics》－MOTD系列產品的廣告曲[23]。

### 2018年
- 2月11日：成員楊知元於選秀節目《The Unit》的最後一集中，以第6名的成績進入期間限定團體出道。

### 2020年
- 2月11日，金保亨與金甫娥透過Instagram發文「我們現在要以團體KEEMBO活動了!請多多喜愛與關注!!」，並同時公開兩人全新拍攝的檔案照。

## 成員資料
詳細資料請參閱各成員頁面，成員已正名。나래為純韓文名。
| 姓名   | 姓名   | 姓名         | 姓名           | 出生日期       | 資料  | 資料 | 學歷                 |
| 漢字   | 韓字   | 羅馬拼音     | 日文           | 出生日期       | 身高  | 血型 | 學歷                 |
| 朴是炫 | 박시현 | Park Si Hyun | パク·シヒョン  | 1986年11月29日 | 168cm | A型  | 一信女子商業高中     |
| 金甫娥 | 김보아 | Kim Bo A     | キム・ボア     | 1987年1月14日  | 171cm | B型  | 驪州大學實用音樂系   |
| 朴娜萊 | 박나래 | Park Na Rae  | パク・ナレ     | 1988年2月23日  | 165cm | AB型 | 慶熙大學後現代音樂系 |
| 楊知元 | 양지원 | Yang Ji Won  | ヤン・ジウォン | 1988年4月5日   | 166cm | A型  | 東國大學戲劇系       |
| 金保亨 | 김보형 | Kim Bo Hyung | キム・ボヒョン | 1989年3月31日  | 167cm | B型  | 同德女子大學音樂系   |

## SPICA Project
- Part.1：推出四人分隊 SPICA.S

成員包括是炫、娜萊和知元、保亨。SPICA.S 當中最後一個「S」代表著「Special (特別)」的意思，期望這四位成員能夠帶來比 SPICA 更加獨特、新奇的樣貌給大家看。SPICA.S《Give Your Love (남주긴 아까워? / 前譯：讓給別人很可惜?)》於2014年9月12日推出MV及音源。
- Part.2：甫娥Solo

暫時已知延期。
- Part.3： SPICA合體

以5人之姿於2014年11月5日推出新單曲《Ghost》。

## 音樂作品

### 迷你專輯
- 2012年：Russian Roulette
- 2012年：Painkiller
- 2012年：Lonely

## 影視作品

### 電視劇
- 2016年：tvN《Entourage》飾演 SPICA

### 專屬節目
- 2013年：李孝利的X姐姐(與李孝利共同出演)

## 其他作品

### 公演
- 2012年3月5日 東國大學 新生入學式O.T (洪川大明維瓦爾第公園)
- 2012年3月14日 南部大學 開校典禮活動
- 2012年3月31日 全·義警一心祝祭 (蠶室室內體育館)
- 2012年4月21日 麗水EXPO 2013 順天灣國際庭園博覽會 成功祈願音樂會（順天大學特設舞台）
- 2012年4月26日 國軍放送 慰問列車 (陸軍17師團)
- 2012年5月4日 仁川花島鎮祝祭
- 2012年5月17日 大邱大學祝祭
- 2012年5月18日 Paldo棒球 Nexen v.s 三星 朴是炫 試球/朴娜萊 試打/祝賀公演
- 2012年5月23日 東洋未來大學祝祭
- 2012年5月27日 Grand Voyage Festival（仁川碼頭）
- 2012年6月14日 友情邑民的日子 紀念青少年節 (京畿道華城市雨汀邑事務所)
- 2012年8月5日 果川賽馬公園Live Fever演唱會（果川賽馬公園）
- 2012年9月24日 2012年堤川國際韓藥生物博覽會
- 2012年9月27日-28日 瑞逸大學祝祭
- 2012年11月1日 「MU：CON SEOUL 2012/首爾國際音樂博覽會」開幕（首爾麻浦區上岩洞Nuridream Square）
- 2012年12月23日 PYEONGTAEK ROCK FESTIVAL（京畿道平澤大學）
- 2013年3月3日 經典K聯賽開幕式 祝賀公演
- 2013年5月24日 「K-POP Night Out at Music Matters Live 2013」首場海外公演（新加坡克拉碼頭廣場）

## 演唱會
SPICA其他大型演唱會
| 日期          | 演唱會名稱                          | 舉行地點                          |
| 2012年3月31日 | MBC music prime concert             | 議政府室內體育館                  |
| 2012年4月14日 | 第五屆 東大門春花祝祭開幕演唱會     | 東大門區中浪川第一體育公園        |
| 2012年5月19日 | 國際和平生命演唱會“期望”            | 江原道春川市宋岩運動村主競技場    |
| 2012年10月9日 | 第九屆忠壯慶典之偶像歌手演唱會      | 光州國立亞洲文化殿堂              |
| 2014年8月10日 | M! Countdown KCON 2Nights in LA特輯 | 洛杉磯紀念體育競技場              |
| 2015年10月9日 | One K Concert                       | 首爾世界盃競技場                  |
| 2015年11月7日 | KCON 2015 JEJU                      | 濟州綜合競技場                    |
| 2016年3月25日 | KCON 2016 Abu Dhabi                 | 阿拉伯聯合大公國 阿布達比Du Arena |

## 獎項

### Mnet亚洲音乐大奖
| 年份 | 类别           | 获提名 | 结果 |
| ---- | -------------- | ------ | ---- |
| 2012 | 年度藝人       | SPICA  | 提名 |
| 2012 | 最佳新人女歌手 | SPICA  | 提名 |

## 主打歌曲紀錄
| 主打歌曲成績     | 主打歌曲成績       | 主打歌曲成績          | 主打歌曲成績        | 主打歌曲成績           | 主打歌曲成績     | 主打歌曲成績                | 主打歌曲成績         | 主打歌曲成績 |
| ---------------- | ------------------ | --------------------- | ------------------- | ---------------------- | ---------------- | --------------------------- | -------------------- | ------------ |
| 唱片             | 歌曲               | Mnet 《M! Countdown》 | KBS2 《Music Bank》 | MBC 《Show! 音樂中心》 | SBS 《人氣歌謠》 | MBC MUSIC 《Show Champion》 | SBS MTV 《THE SHOW》 | 備註         |
| 2012年           |                    |                       |                     |                        |                  |                             |                      |              |
| 無專輯單曲       | 狠毒地             | 22                    | 31                  |                        | /                |                             |                      | 出道         |
| Russian Roulette | Russian Roulette   | 12                    | 29                  |                        | TAKE7            |                             |                      |              |
| Painkiller       | Painkiller         | 14                    | 30                  |                        | TAKE7            |                             |                      |              |
| 無專輯單曲       | I'll Be There      | 12                    | 18                  |                        |                  |                             |                      |              |
| Lonely           | Lonely             | 20                    | 14                  |                        |                  |                             |                      |              |
| 2013年           |                    |                       |                     |                        |                  |                             |                      |              |
| 無專輯單曲       | Tonight            | 6                     | 14                  | 11                     | 5                | 11                          |                      |              |
| 2014年           |                    |                       |                     |                        |                  |                             |                      |              |
| 無專輯單曲       | You Don't Love Me! | 4                     | 12                  | 10                     | 3                | 5                           |                      | 首次一位候補 |
| 2016年           |                    |                       |                     |                        |                  |                             |                      |              |
| 無專輯單曲       | Secret Time        | 11                    | /                   | /                      | /                | /                           | 3                    |              |

| MNET        | KBS | MBC | SBS | MBC MUSIC | SBS MTV |
| 0           | 0   | 0   | 0   | 0         | 0       |
| 一位總數：0 |     |     |     |           |         |

- 包含灰色未設榜的兩台&三台冠軍歌曲
- TAKE7是候選歌，沒有榮獲到一位。
- *表示進榜中，或是即將發行。
- SBS人氣歌謠+M!COUNTDOWN三週一位之後，排名自動除外。

## 註解
1. ↑  數字為韓國soribada、ollehmusic、melon、bugs音源網之線上連續播放 + 下載 +BGM + 手機鈴聲銷售量總和所得結果於Gaon公佈
2. ↑  .   [2012-09-26]. （原始内容存档于2014-02-22）.

## 外部連結
| 官方網站 - （）SPICA官方推特（页面存档备份，存于） - （）SPICA官方臉書（页面存档备份，存于） - （）SPICA官方Youtube頻道（页面存档备份，存于） - （）SPICA官方Cafe（页面存档备份，存于） - （）SPICA官方Cafe推特（页面存档备份，存于） | SPICA成員 - 甫娥的Instagram帳戶 - 是炫的Instagram帳戶 - 娜萊的Instagram帳戶 - 知元的Instagram帳戶 - 保亨的Instagram帳戶 |

SPICA介紹
- 韓國Nate SPICA 團員訪談
- 韓國Nate SPICA 組合介紹
- 韓國NAVER MUSIC SPICA成員詳細介紹

Template:B2M Entertainment